# Aphonopelma burica
Aphonopelma burica é uma espécie de aranha pertencente à família Theraphosidae (tarântulas).